# Anouk Aimée

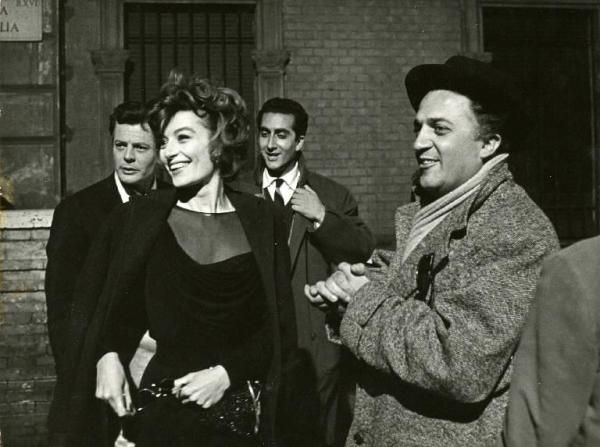
Anouk Aimée under inspelningen av Det ljuva livet (1960). Regissören Federico Fellini till höger.

Anouk Aimée, ursprungligen Nicole Françoise Florence Dreyfus, född 27 april 1932 i Paris, död 18 juni 2024 i Paris, var en fransk skådespelare. 
Anouk Aimées föräldrar var båda skådespelare. Hon studerade skådespeleri och dans före filmdebuten 1947, vid 14 års ålder. Hon fick sitt genombrott lite senare i André Cayattes De älskande i Verona (1949). Aimée medverkade sedan i en rad intetsägande roller, men hennes kattlika, varma och gåtfulla personlighet blommade ånyo upp i filmer såsom Det ljuva livet (1960) och En man och en kvinna (1966). Hon nominerades för en Oscar för den senare.
Aimée var gift fyra gånger, bland annat med skådespelaren Albert Finney 1970–1978.

## Filmografi (urval)
- 1949 – De älskande i Verona
- 1952 – Mannen som såg tågen gå förbi
- 1959 – Resan
- 1959 – Hotet
- 1960 – Det ljuva livet
- 1961 – Lola
- 1962 – Sodom och Gomorra
- 1963 – 8 ½
- 1966 – En man och en kvinna
- 1968 – En natt, ett tåg
- 1969 – En man, en kvinna, en misstanke
- 1969 – Justine i Alexandria
- 1969 – Model Shop
- 1986 – En man och en kvinna – 20 år senare
- 1994 – Prêt-à-Porter
- 1995 – De 101 nätterna
- 2002 – Napoleon (TV-serie) (miniserie, 4 avsnitt)
- 2004 – Happily Ever After
- 2006 – Hotel Harabati
- 2011 – Tous les soleils
- 2019 – Livets bästa år